# Saccopteryx canescens
Saccopteryx canescens е вид прилеп от семейство Emballonuridae. Видът не е застрашен от изчезване.

## Разпространение и местообитание
Разпространен е в Бразилия, Венецуела, Гвиана, Еквадор, Колумбия, Перу, Суринам и Френска Гвиана.
Обитава гористи местности и пасища.

## Описание
Теглото им е около 3,4 g.